# 마인크래프트: 스토리 모드
《마인크래프트: 스토리 모드》(Minecraft: Story Mode)는 마인크래프트를 원작으로 하여 2015년 10월 14일에 마이크로소프트 윈도우, OS X, 플레이스테이션 3, 플레이스테이션 4, 엑스박스 360, 엑스박스 원으로 출시하였으며, 안드로이드, iOS에서 2015년 10월 15일에 출시하였다. 플레이스테이션 비타, Wii U, 그리고 차세대 기기에서도 출시 예정이다. 텔테일 게임즈가 기존 마인크래프트 제작자들과 협력해서 제작하였다. 미국의 영화 배급사 NETFLIX에서도 현재 넷플릭스 인터렉티브 시리즈로 배급중이다.

## 에피소드
| 에피소드 1 The Order of the Stone(바위 기사단)               |
| ------------------------------------------------------------ |
| 2015년 10월 14일 ~ 2015년 10월 15일                          |
| 에피소드 2 Assembly Required(집합 필요!)                     |
| 2015년 10월 28일 ~ 2015년 10월 29일                          |
| 에피소드 3 The Last Place That You Saw (네가 본 마지막 장소) |
| 2015년 11월 26일                                             |
| 에피소드 4 A Block and a Hard Place (머나먼 장소)            |
| 2015년 12월 22일                                             |
| 에피소드 5 Order Up!(집합!)                                  |
| 2016년 3월 29일                                              |
| 에피소드 6 A Portal of Mystery(차원문의 미스터리)            |
| 2016년 6월 7일                                               |
| 에피소드 7 Access Denied(접근 거부됨)                        |
| 2016년 7월 26일                                              |
| 에피소드 8 The Journey's End?(여정의 끝?)                    |
| 2016년 9월 13일                                              |
| [시즌2] 에피소드 1 Hero in Residence(영웅의 거주지)          |
| 2017년 7월 11일                                              |
| [시즌2] 에피소드 2 Giant Consequences (크나큰 결과)          |
| 2017년 8월 15일                                              |
| [시즌2] 에피소드 3 Romeo and Admin (로미오와 관리자)         |
| [시즌2] 에피소드 4 Admin's End (관리자의 최후)               |

이 표는 모두 한국 시간 기준으로 작성되었다.
에피소드 10까지는 타국과 한국 자막으로 출시되었다. 현재 출시되는 에피소드 9부터 나오면 파트3가 된다. (에피소드 1 ~ 에피소드 4는 파트1, 에피소드 5 ~ 에피소드 8은 파트2, 현재 출시되는 시즌2 에피소드 1 ~ 4는 파트3이다.)
| 게임                                | 게임랭킹스 | 메타크리틱                 |
| ----------------------------------- | ---------- | -------------------------- |
| Episode 1: The Order of the Stone   | -          | (PC) 71 (PS4) 71 (XONE) 77 |
| Episode 2: Assembly Required        | -          | (PC) 59 (PS4) 53 (XONE) 61 |
| Episode 3: The Last Place You Look  | -          | (PC) 73 (PS4) 73 (XONE) 75 |
| Episode 4: A Block and a Hard Place | -          | (PC) 68 (PS4) 72 (XONE) 71 |
| Episode 5: Order Up!                | -          | (PC) 70 (PS4) 72 (XONE) 69 |
| Episode 6: A Portal to Mystery      | -          | (PC) 64 (PS4) 69 (XONE) 71 |
| Episode 7: Access Denied            | -          | (PC) 69 (PS4) 68 (XONE) 71 |
| Episode 8: A Journey's End?         | -          | (PS4) 69                   |

## 등장인물

### 새로운 바위기사단
- 제시(남/여)
  - 게임에서 플레이 할 때 주인공이 되는 캐릭터. 처음에 성별을 선택할 수 있다. 애완돼지 로번이 있었지만 위더스톰을 물리치고 죽었다. 그후 새로운 바위기사단이 되고 파트2에서는 미스터리 포탈 여행을 떠난다. 시즌2에서는 어드민의 방에서 건틀릿을 꺼내고 마지막 화에서 어드민의 모든 힘을 없애버린다.
- 페트라(여)
  - 게임의 안내자 역할을 할 때도 있다. 모든 무기를 가지고 있지만 어느때부터 제시와 같은 스토리 캐릭터가 된다. 위더 스톰의 광선을 너무 오래 쬐어 팔이 위더화가 되갔지만 곧 원래대로 돌아오고 새로운 바위기사단이 된다.
- 올리비아(여)
  - 제시의 친구이다. 게임에서의 큰 비중은 없었고 등장 비중도 적었다. 이에 이어 시즌1 파트2에서 5화 중반~8화 중반까지 나오지 않았다. 새로운 바위기사단이 되었지만 시즌2에서는 은퇴했다.
- 액슬(남)
  - 덩치가 크고 폭발물을 좋아한다. 오셀롯 팀들을 증오하여 제시의 새친구이자 오셀롯 단장인 루카스를 싫어해 매번 태클을 건다. 새로운 바위기사단이 되었지만 시즌2에서는 은퇴한다.
- 루카스(남)
  - 원래 제시의 팀을 증오하는 오셀롯 팀의 단원이었으나 제시의 새친구가 되지만 자신을 믿지 않는 액슬때문에 항상 태클을 받는다. 파트2에서 제시, 페트라, 아이보르와 포탈여행을 떠난다. 시즌2에서는 에드민이 변장한 가짜 제시와 진짜 제시를 혼동하며 우왕좌왕 한다.

### 오셀롯 팀(블레이즈 막대 기사단)
- 이들은 모두 새로운 바위기사단을 증오하며 유명해지기 위해서 어떤 일이든 한다. 스카이 시티의 창시자를 속이고 스카이 시티를 지옥같은 곳으로 만든 적이 있다.

### 바위기사단
- 엘레가드
  - 바위기사단의 발명 담당. 명령 블록을 만들어냈다. 위더스톰에게 빨려들어가 죽고 만다.
- 가브리엘
  - 바위기사단의 싸움 담당. 다이아몬드 검으로 적들을 베지만 위더스톰에게 빨려들어 갔다가 다시 구출되지만 기억을 잃고 만다.
- 아이보르
  - 바위기사단의 포션 담당. 나머지 다른 기사단이 엔더 드래곤을 자신들이 물리친 양 뻔뻔하게 다니자 그에 화가나 진실을 밝히기 위해 위더스톰을 만들었지만 없애는데 실패하고 만다. 파트2에서는 하퍼를 좋아했다.
- 소렌
  - 바위기사단의 연구 담당. 엔더 드래곤과 싸울 때 명령 블록을 써 엔더 드래곤을 죽였다. 엔더 시티에서 집을 짓고 엔더맨들 무리 속에서 변장하고 탐험하고 있다.
- 매그너스
  - 바위기사단의 파괴 담당. 그렇게 큰 역할은 없었다.

### 다른 차원
- 창시자
  - 제시와 친구들이 처음 마법포탈 여행을 했을 때 갔던 스카이 시티의 창시자. 오셀롯 팀에게 속아넘어가 제시와 친구들을 체포한다.
- 캐시
  - 제시와 친구들이 비밀의 저택을 방문했을 때 친구들을 죽인 살인마. 온갖 함정으로 친구들을 죽이려 하고 하얀 호박탈을 쓰고 다닌다. 고양이를 좋아하지만 그걸 알아챈 제시에게 들키고 자신의 함정에 자신이 빠져 평생 그곳에서 갖혀 산다.
- 하퍼
  - 인공지능 파마를 만든 장본인. 하지만 파마가 오작동을 하자 잡혀간다. 제시 일행에게서 구출되지만 자신의 세계로 돌아간다.